# Mobiliário urbano

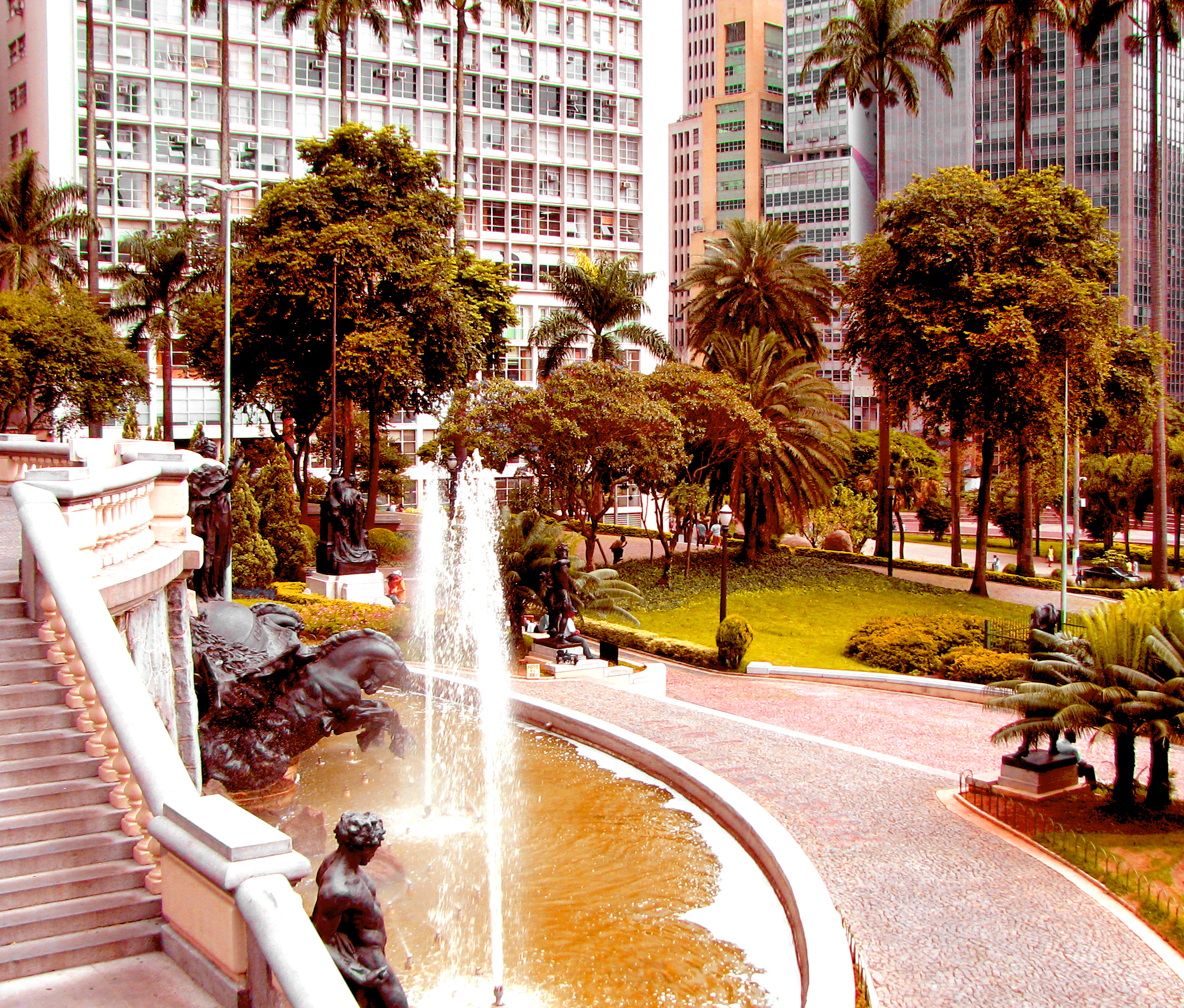
Exemplos de mobiliário urbano em uma praça da cidade de São Paulo.

Mobiliário urbano é um termo coletivo para objetos e equipamentos instalados em ruas e estradas para diversos propósitos. De modo geral, são peças e equipamentos instalados em meio público, para uso dos cidadãos ou como suporte às redes urbanas fundamentais, tais como: rede de água, rede de luz e energia, caixas de coleta de Correios, lixeiras e coletores diversos, etc.
Não há consenso absoluto do que pode ser definido como mobiliário, e a legislação sobre o assunto varia em cada município.  Mas entre alguns exemplos de mobiliário urbano, podemos citar:
- abrigos e pontos de ônibus
- pontos de táxi
- caixas de coleta de correio
- hidrantes
- armários da rede telefônica
- armários da rede elétrica
- bancos com ou sem encosto
- vasos
- lixeiras ou papeleiras
- postes de iluminação urbana
- postes da rede elétrica
- postes de sinalização

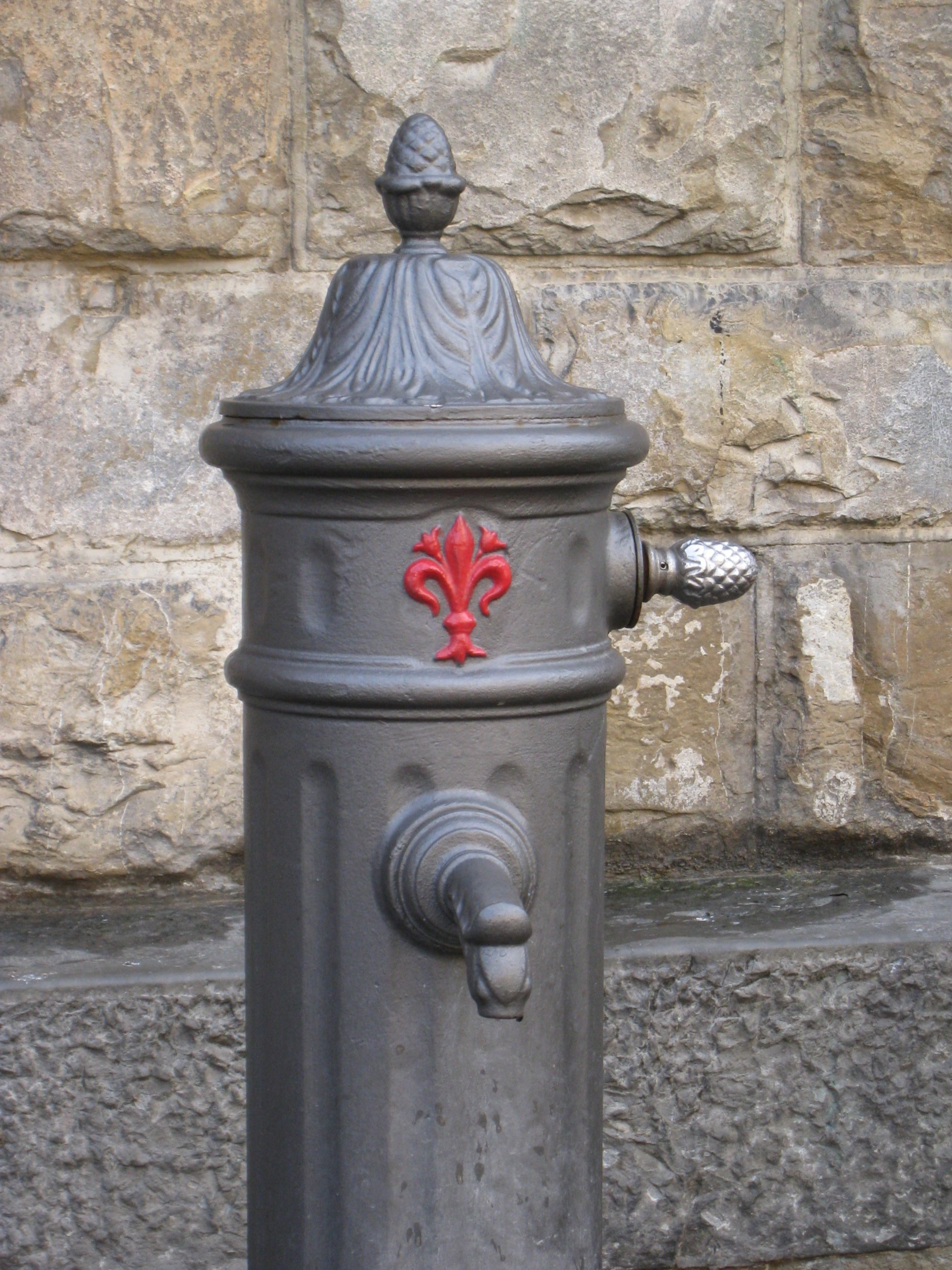
Bebedouro em Florença com uma flor-de-lis vermelha (o emblema de Florença)

- apoios ou parqueamento de bicicletas
- divisores, guias e balizadores (fradinhos, pilones, etc)
- fontes ou bebedouros
- bancas de jornal
- bancas de flores ou floreiras
- Relógio de rua
- mesas com bancos
- guardas e corrimãos
- grelhas para caldeiras de árvores
- estruturas de sombreamento
- dispensador de sacos para dejetos caninos
- suportes informativos e expositores
- estruturas de ginástica para idosos